# Черешово (Драмско)
Вижте пояснителната страница за други населени места с името Черешово.
Черѐшово (на гръцки: Θησαυρός, Тисаврос, до 1927 година, Τσερέσοβο, Цересово или катаревуса Τσερέσοβον, Цересовон) е обезлюдено село в Република Гърция, разположено на територията на дем Драма, област Източна Македония и Тракия.

## География
Селото се намира на 850 m надморска височина в югозападните склонове на Родопите и попада в историко-географската област Чеч. Съседните му села са Бичово, Радишани, Капотчук, Черкишен и Орхово.

## История

### Етимология
Според Йордан Н. Иванов името на селото е производно от череша, по същия начин както Крушево е произведено от круша. Жителското име е черѐшовя̀нин (черя̀шовя̀нин), черѐшовя̀нка (черя̀шовя̀нка), черѐшовя̀не (черя̀шовя̀не).

### В Османската империя
В подробен регистър на санджака Паша от 1569-70 година е отразено данъкоплатното население на Черешово както следва: мюсюлмани – 59 семейства и 42 неженени. Споменава се още, че в границите на селото влиза и мезрата Симорас.
Съгласно статистиката на Васил Кънчов („Македония. Етнография и статистика“) към 1900 година Черешово (Чирешово или Драмско Чиряшово) е българо-мохамеданско селище. В него живеят 546 българи-мохамедани в 60 къщи.

### В Гърция
През Балканската война в 1912 година в селото влизат български части. След Междусъюзническата война в 1913 година Черешово попада в Гърция. Според гръцката статистика, през 1913 година в Черешово (Τσερέσοβον) живеят 324 души.
През 1923 година жителите на Черешово по силата на Лозанския договор като мюсюлмани са изселени в Турция и на тяхно място са заселени 15 гръцки семейства с 54 души - бежанци от Турция.. През 1927 година името на селото е сменено от Черешово (Τσερέσοβο) на Тисаврос (Θησαυρός). През 1928 година в Черешово са заселени  Селото е отново обезлюдено в периода на Гражданската война в Гърция (1946 - 1949).
| Година    | 1913 | 1920 | 1928 | 1940 | 1951 | 1961 | 1971 | 1981 | 1991 | 2001 | 2011 | 2021 |
| --------- | ---- | ---- | ---- | ---- | ---- | ---- | ---- | ---- | ---- | ---- | ---- | ---- |
| Население | 324  | 229  | 54   | 108  |      |      |      |      |      |      |      |      |